# Callicarpa
Callicarpa ist eine Pflanzengattung in der Familie der Lippenblütler (Lamiaceae). Von den etwa 165 Arten kommen die meisten im tropischen bis subtropischen Asien vor.

## Beschreibung

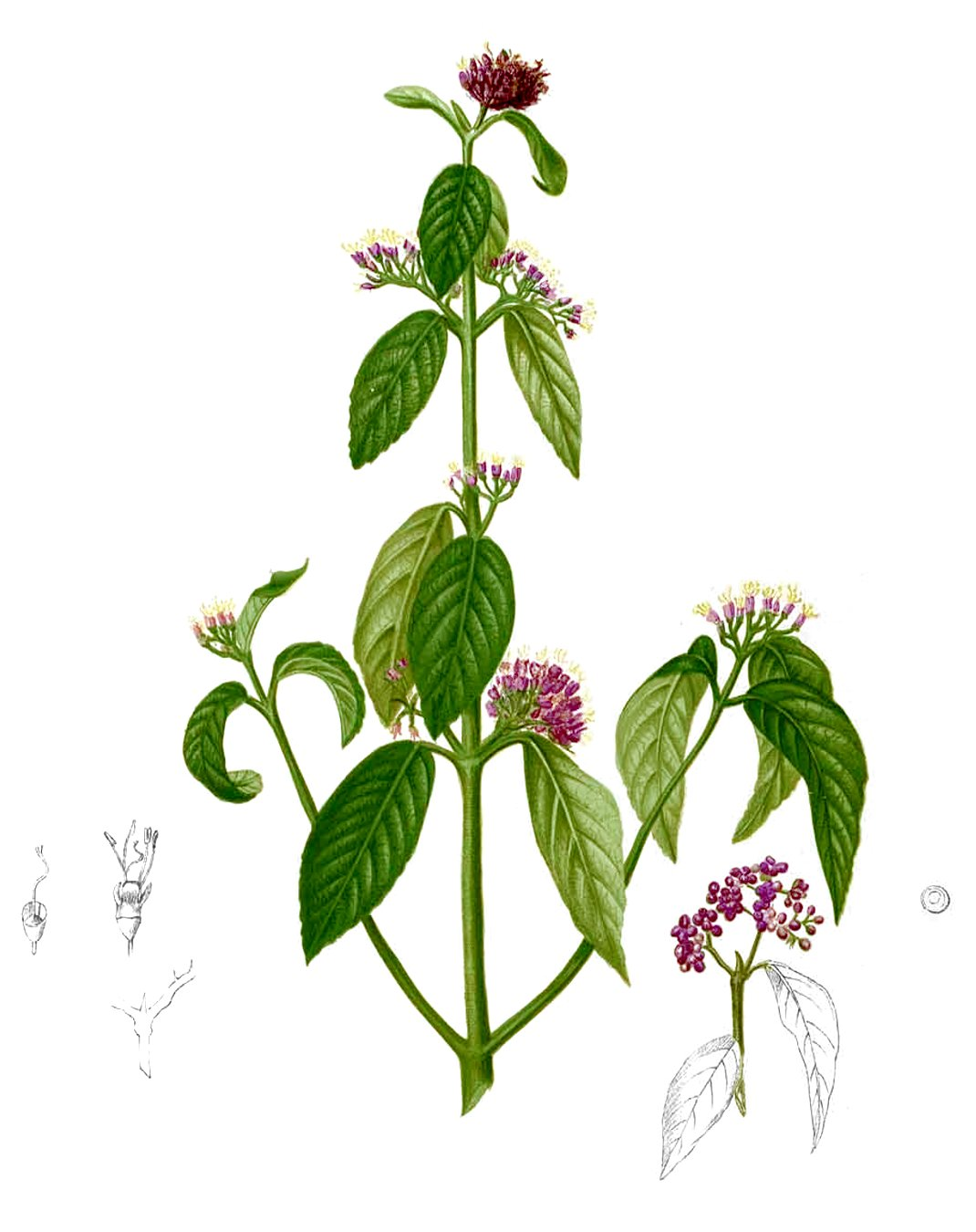
Illustration aus Blanco von Callicarpa pedunculata

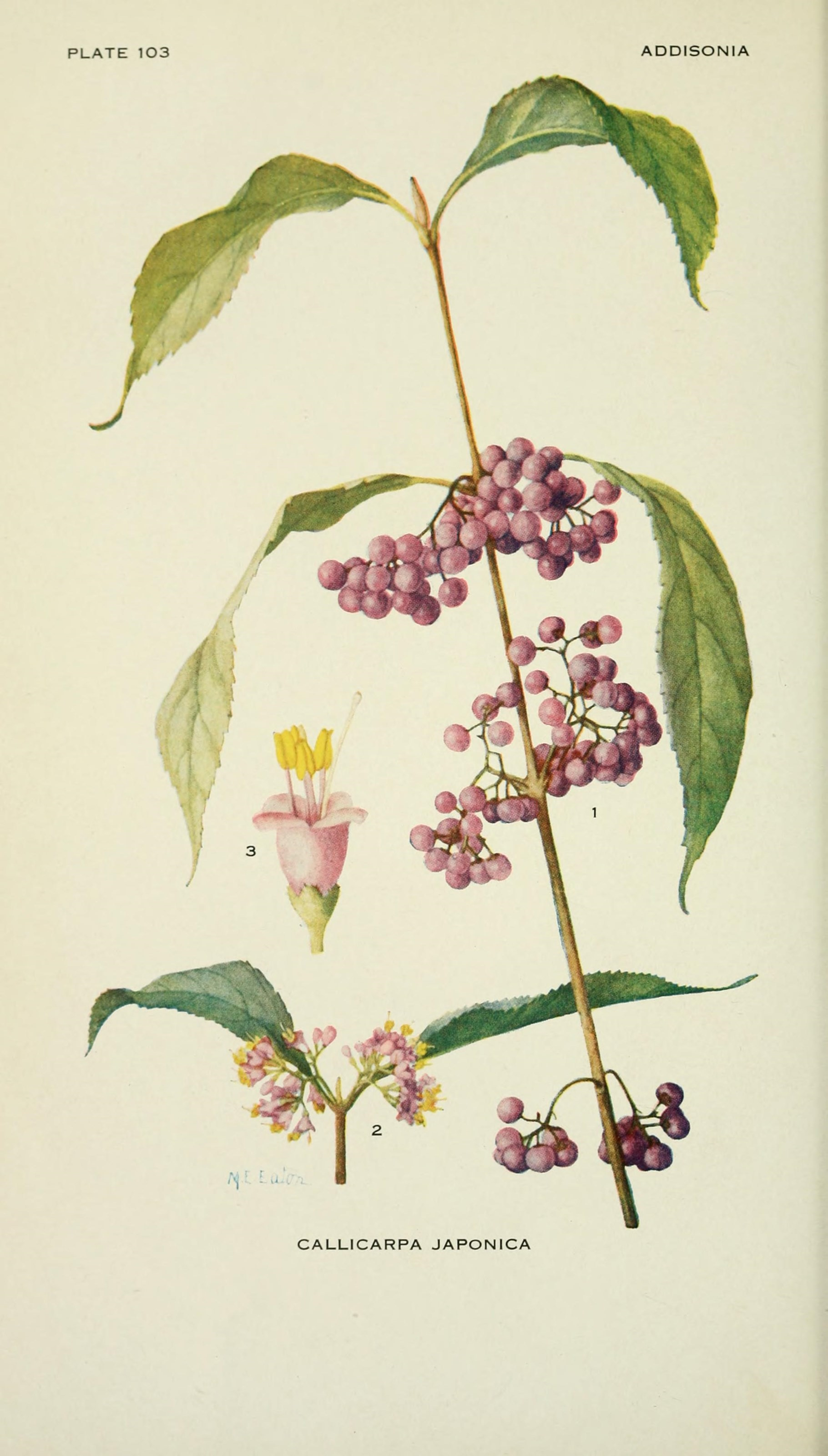
Illustration aus Addisonia, 1918, Tafel 103 von Callicarpa japonica

### Vegetative Merkmale
Callicarpa-Arten sind verholzende Pflanzen, die meist als kleine Bäume und Sträucher, selbständig aufrecht oder nur selten kletternd wachsen. Oberirdische Pflanzenteile sind oft behaart, wobei die Trichome ganz unterschiedlich aufgebaut sein können. Die Zweige sind stielrund oder vierkantig.
Die gegenständig oder zu dritt in Quirlen an den Zweigen angeordneten Laubblätter sind einfach. Die Blattränder sind meist gezähnt, selten glatt.

### Generative Merkmale
Die seitenständigen, zymösen Blütenstände können über einem Blütenstandsschaft stehen, sind kürzer als die Laubblätter und enthalten meist viele Blüten. Die Tragblätter sind linealisch.
Die meist relativ kleinen, zwittrigen Blüten sind radiärsymmetrisch und meist vier-, selten fünfzählig mit doppelter Blütenhülle (Perianth). Die meist vier Kelchblätter sind kurz röhrig oder glockenförmig verwachsen. Die meist vier Kelchzähne sind winzig. Der Kelch bleibt an der Frucht erhalten, aber vergrößert sich nicht. Die weißen, blauen, violetten, mauve- oder purpurfarbenen Kronblätter sind zu einer radiärsymmetrischen, relativ kurzen, röhren- bis trichter- oder tellerförmigen Krone verwachsen, die in meist vier, nur selten fünf Kronlappen endet. Es sind nur vier (selten fünf bis sieben) Staubblätter vorhanden, die epipetal angeordnet sind und meist etwas über die Krone hinausragen. Die dünnen Staubfäden sind in der Kronröhre inseriert. Ihre Staubbeutel sind langgestreckt oder elliptisch, rückseitig fixiert und bestehen aus zwei parallel stehenden Theken, die sich über Längsschlitze oder Poren an den Spitzen öffnen. Vier oder selten fünf Fruchtblätter sind unvollständige zu einem zweikammerigen, oberständigen Fruchtknoten verwachsen. Jede Fruchtknotenkammer enthält zwei Samenanlagen. Der Griffel ist meist länger als die Staubblätter. Die Narbe ist schild- oder köpfchenförmig und manchmal gelappt.
Die relativ kleine, mehr oder weniger kugelförmige, mehrsamige Steinfrucht besitzt 4–5 Samen. Jeder Samen ist von einem steinharten Endokarp (Pyrene) umgeben. Diese voneinander getrennten Pyrenen sind in das fleischige Mesokarp eingebettet. Den Abschluss bildet das dünne, häutige Exocarp. Der relativ kleine, längliche Samen enthält kein Endosperm und besitzt eine häutige Samenschale. Die Keimblätter (Kotyledonen) sind fleischig.

## Systematik und Verbreitung
Die Auflistung der Gattung in der 1753 veröffentlichten ersten Auflage des Werkes Species Plantarum von Carl von Linné auf Seite 111 gilt als Erstveröffentlichung des Gattungsnamens Callicarpa. Typusart ist Callicarpa americana L. Synonyme für Callicarpa L. sind: Aganon Raf., Amictonis Raf., Burchardia Duhamel, Geunsia Blume, Illa Adans., Johnsonia Mill. nom. rej., Porphyra Lour., Sphondylococcum Schauer, Spondylococcos Mitch., Tomex L.
Die Stellung der Gattung Callicarpa wurde oft diskutiert. So wurde sie beispielsweise zu den Verbenaceae gestellt und wird in die Lamiaceae eingeordnet, mit noch unklarer Position innerhalb der großen Familie.
Eine 1951 vorgeschlagene Aufteilung der Gattung teilt diese anhand von Merkmalen der Staubblätter in zwei Sektionen: Sektion Callicarpa mit eiförmigen Staubbeuteln, die sich über Längsschlitze öffnen und Sektion Verticirima mit langgestreckten Staubbeuteln, die sich über Poren an den Spitzen öffnen.
Die Callicarpa-Arten sind in gemäßigten, subtropischen und tropischen Gebieten hauptsächlich Asiens und seltener der Neuen Welt, in tropischen Gebieten Australiens sowie auf einigen Inseln im Pazifik verbreitet. In China kommen etwa 48 Arten vor. In Kuba kommen etwa 23 Arten vor, 22 davon nur dort und die meisten davon sind Endemiten des östlichen Kubas.
| - Callicarpa aculeolata Schauer: Dieser Endemit kommt nur in der Dominikanischen Republik vor. - Callicarpa acuminata Kunth: Es gibt drei Varietäten: - Callicarpa acuminata Kunth var. acuminata (Syn.: Callicarpa bonplandiana Schult. & Schult. f., Callicarpa mollis Willd. ex Schauer, Callicarpa minutiflora Rusby, Callicarpa schlimii Turcz., Callicarpa subintegerrima Kunth): Sie ist von Mexiko über Zentralamerika bis ins nördliche Südamerika weitverbreitet. - Callicarpa acuminata var. argutidentata Moldenke: Sie kommt im mexikanischen Bundesstaat Tamaulipas und in Honduras vor. - Callicarpa acuminata var. pringlei (Briq.) Moldenke (Syn.: Callicarpa pringlei Briq.): Sie kommt in Mexiko vor. - Callicarpa acutidens Schauer: Sie kommt in Vietnam vor. - Callicarpa acutifolia C.H.Chang: Sie kommt in den chinesischen Provinzen Guangxi sowie Guangdong vor. - Callicarpa albidotomentella Merr.: Dieser Endemit kommt nur im nordwestlichen Teil von Luzon vor. - Callicarpa alongensis Dop: Sie kommt in Vietnam vor. - Amerikanische Schönfrucht (Callicarpa americana L., Syn.: Callicarpa serrata Moench, Callicarpa viburnifolia Salisb., Callicarpa americana var. lactea F.J.Müll., Callicarpa americana var. purpurea F.J.Müll., Callicarpa americana var. alba Rehder): Sie ist in den zentralen bis südöstlichen USA und von den Bahamas über die Bermudas bis Kuba verbreitet. - Callicarpa ampla Schauer: Dieser Endemit kommt nur auf Puerto Rico vor. - Callicarpa angusta Schauer (Syn.: Callicarpa rivularis Merr.): Sie kommt auf den Philippinen vor. - Callicarpa angustifolia King & Gamble (Syn.: Callicarpa poilanei Dop): Sie ist vom südlichen-zentralen China über Kambodscha, Thailand und Vietnam bis zur Malaiischen Halbinsel verbreitet. - Callicarpa anisodonta Bramley: Sie wurde 2012 aus Sulawesi erstbeschrieben. - Callicarpa anisophylla C.Y.Wu ex W.Z.Fang: Sie kommt in den chinesischen Provinzen Guizhou sowie Guangxi vor. - Callicarpa anomala (Ridl.) B.L.Burtt: Dieser Endemit kommt nur in Sarawak vor. - Callicarpa apoensis Elmer: Dieser Endemit kommt nur auf dem Mt. Apo in Mindanao vor. - Callicarpa arborea Roxb. (Syn.: Callicarpa magna Schauer, Callicarpa tectonifolia Wall. nom. nud., Callicarpa villosissima Ridl., Callicarpa tomentosa var. magna (Schauer) Bakh., Callicarpa arborea var. villosa King & Gamble): Sie ist vom indischen Subkontinent über südlichen China und Indochina bis zum tropischen Asien weitverbreitet. - Callicarpa areolata Urb.: Dieser Endemit kommt nur im östlichen Kuba vor. - Callicarpa argentii Bramley: Sie wurde 2009 aus Kalimantan erstbeschrieben. - Callicarpa bachmaensis Soejima & Tagane: Sie wurde 2016 aus Vietnam erstbeschrieben. - Callicarpa badipilosa S.Atkins: Sie wurde 1997 aus Brunei erstbeschrieben. - Callicarpa barbata Ridl.: Sie kommt auf Borneo vor. - Callicarpa basilanensis Merr.: Sie kommt auf den Philippinen nur auf Basilan sowie Mindanao vor. - Callicarpa basitruncata Merr. ex Moldenke: Sie kommt nur in Hainan vor. - Callicarpa baviensis Moldenke: Sie kommt in Vietnam vor. - Callicarpa bicolor Juss. (Syn.: Callicarpa bicolor var. bermejosii Moldenke, Callicarpa bicolor var. subintegrifolia Moldenke): Sie kommt im nördlichen Sulawesi, auf Palau und im Bismarck-Archipel vor. - Callicarpa bodinieri H.Lév.: Es gibt seit 2011 drei Varietäten: - Callicarpa bodinieri H.Lév. var. bodinieri (Syn.: Callicarpa feddei H.Lév., Callicarpa giraldiana Hesse, Callicarpa glandulosa H.R.Fletcher, Callicarpa seguinii H.Lév., Callicarpa tonkinensis Dop, Callicarpa tsiangii Moldenke, Callicarpa giraldiana var. subcanescens Rehder): Sie ist vom südlichen China bis Indochina verbreitet. - Callicarpa bodinieri var. iteophylla C.Y.Wu: Sie wurde 2011 aus Yunnan erstbeschrieben. - Callicarpa bodinieri var. rosthornii (Diels) Rehder (Syn.: Callicarpa longifolia var. rosthornii Diels, Callicarpa giraldiana var. rosthornii (Diels) Rehder): Sie kommt nur in Sichuan vor. - Callicarpa bodinieroides R.H.Miao: Sie kommt nur in Guizhou vor. - Callicarpa borneensis Moldenke: Sie kommt auf Borneo vor. - Callicarpa bracteata Dop: Sie kommt in Vietnam vor. - Callicarpa brevipes (Benth.) Hance (Syn.: Callicarpa longifolia var. brevipes Benth.): Es gibt zwei Varietäten: - Callicarpa brevipes (Benth.) Hance var. brevipes (Syn.: Callicarpa breviceps Hance): Sie ist vom südöstlichen China bis Kambodscha und Vietnam verbreitet. - Callicarpa brevipes var. obovata H.T.Chang: Sie kommt in den chinesischen Provinzen Guangdong sowie Hainan vor. - Callicarpa brevipetiolata Merr. (Syn.: Callicarpa eriophylla Ridl.): Sie kommt nur auf Sumatra vor. - Callicarpa brevistyla Munir: Dieser Endemit kommt nur im nördlichen Teil des australischen Bundesstaates Northern Territory vor. - Callicarpa bucheri Moldenke: Dieser Endemit kommt nur im östlichen Kuba vor. - Callicarpa candicans (Burm. f.) Hochr.: Es gibt vier Varietäten: - Callicarpa candicans (Burm. f.) Hochr. var. candicans (Syn.: Callicarpa adenanthera R.Br., Callicarpa cana L., Callicarpa heynei Roth, Callicarpa macrocarpa Raeusch. nom. nud., Callicarpa rheedei Kostel., Callicarpa sinensis Steud., Callicarpa sumatrana Miq., Callicarpa tomentosa Lam. nom. illeg.): Sie ist vom südöstlichen China über Indochina, Borneo, Sumatra bis nördlichen Australien weitverbreitet. - Callicarpa candicans var. integrifolia (H.J.Lam) Fosberg: Dieser Endemit kommt nur auf den Karolinen vor. - Callicarpa candicans var. paucinervia (Merr.) Fosberg (Syn.: Callicarpa paucinervia Merr.): Sie kommt nur auf den Marianen vor. - Callicarpa candicans var. ponapensis Fosberg: Dieser Endemit kommt nur auf den Karolinen nur auf Pohnpei vor. - Callicarpa cathayana C.H.Chang: Sie kommt im südlichen China vor. - Callicarpa caudata Maxim. (Syn.: Callicarpa lancifolia Merr. nom. illeg., Callicarpa merrillii Moldenke, Callicarpa stenophylla Merr.): Sie ist vom zentralen bis östlichen Malesien bis zu den Salomonen und Queensland verbreitet. - Callicarpa cinnamomea (Hallier f.) Govaerts: Dieser Endemit kommt nur im südöstlichen Sulawesi vor. - Callicarpa collina Diels: Sie kommt in den chinesischen Provinzen Guangdong sowie südliches Jiangxi vor. - Callicarpa coriacea Bramley: Sie wurde 2009 aus Sabah erstbeschrieben. - Callicarpa crassinervis Urb.: Dieser Endemit kommt nur im östlichen Kuba vor. - Callicarpa cubensis Urb. (Syn.: Callicarpa incana (Turcz.) Moldenke nom. illeg., Callicarpa cubensis var. parviflora Moldenke): Dieser Endemit kommt nur im westlichen Kuba vor. - Callicarpa cuneifolia Britton & P.Wilson: Dieser Endemit kommt nur im östlichen Kuba vor. - Callicarpa denticulata Merr.: Dieser Endemit kommt auf den Philippinen nur in Batan vor. - Callicarpa dentosa (H.T.Chang) W.Z.Fang (Syn.: Callicarpa brevipes var. dentosa H.T.Chang): Dieser Endemit kommt nur im nördlichen Guangdong vor. - Callicarpa dichotoma (Lour.) K.Koch (Syn.: Callicarpa japonica var. dichotoma (Lour.) Bakh., Callicarpa japonica var. angustifolia Sav., Callicarpa gracilis Siebold & Zucc., Callicarpa jamamurasaki Siebold ex Miq., Callicarpa purpurea Juss.): Sie ist von China, Vietnam und Korea bis ins zentrale sowie südliche Japan verbreitet, - Callicarpa dolichophylla Merr. (Syn.: Callicarpa longifolia var. longissima Hemsl., Callicarpa longissima (Hemsl.) Merr.): Sie ist vom südlichen China, Hainan, Taiwan und Vietnam bis Luzon verbreitet. - Callicarpa endertii (Moldenke) Bramley (Syn.: Callicarpa kinabaluensis var. endertii Moldenke): Diese Neukombination erfolgte 2009. Sie kommt nur in Kalimantan vor. - Callicarpa erioclona Schauer (Syn.: Callicarpa cana var. repanda Warb., Callicarpa repanda (Warb.) K.Schum. & Warb., Callicarpa erioclona var. repanda (Warb.) H.J.Lam): Sie ist von Vietnam bis Papuasien verbreitet. - Callicarpa erythrosticta Merr. & Chun: Sie kommt nur in Hainan vor. - Callicarpa fasciculiflora Merr.: Dieser Endemit kommt auf den Philippinen nur in Bucas Grande vor. - Callicarpa ferruginea Sw. (Syn.: Callicarpa maestrensis Urb.): Sie kommt nur im östlichen Kuba und auf Jamaika vor. - Callicarpa flavida Elmer (Syn: Callicarpa epiphytica Elmer): Sie kommt auf den Philippinen nur auf Mindanao sowie Dinagat vor. - Callicarpa floccosa Urb.: Dieser Endemit kommt nur im östlichen Kuba vor. - Callicarpa fulva A.Rich. (Syn.: Callicarpa apiculata Urb., Callicarpa fulva var. glabrescens Moldenke): Dieser Endemit kommt nur im östlichen Kuba vor. - Callicarpa fulvohirsuta Merr.: Dieser Endemit kommt nur in Sabah vor. - Callicarpa furfuracea Ridl.: Sie kommt vom Isthmus von Kra und Südthailand bis auf die Malaiische Halbinsel vor. - Callicarpa gibaroana Baro & P.Herrera: Sie kommt auf Kuba vor. - Chinesische Schönfrucht (Callicarpa giraldii Hesse ex Rehder, Syn.: Callicarpa bodinieri var. giraldii (Hesse ex Rehder) Rehder): Es gibt drei Varietäten: - Callicarpa giraldii var. chinyunensis (C.Pei & W.Z.Fang) S.L.Chen (Syn.: Callicarpa chinyunensis C.Pei & W.Z.Fang): Sie kommt in Sichuan vor. - Callicarpa giraldii Hesse ex Rehder var. giraldii (Syn.: Callicarpa mairei H.Lév.): Sie kommt im zentralen und südlichen China vor. - Callicarpa giraldii var. subcanescens Rehder (Syn.: Callicarpa lyi H.Lév., Callicarpa bodinieri var. lyi (H.Lév.) Rehder, Callicarpa giraldii var. lyi (H.Lév.) C.Y.Wu, Callicarpa glabra Koidz., Callicarpa grisea Hand.-Mazz., Callicarpa inamoena C.Y.Wu): Sie kommt im südlichen China vor. - Callicarpa glabrifolia S.Atkins: Sie kommt auf Borneo vor. - Callicarpa gracilipes Rehder: Sie kommt in den chinesischen Provinzen östliches Sichuan sowie westliches Hubei vor. - Callicarpa grandiflora (Hallier f.) Govaerts: Sie kommt auf Sumatra und Sulawesi vor. - Callicarpa grisebachii Urb.: Dieser Endemit kommt nur im östlichen Kuba vor. - Callicarpa hainanensis Z.H.Ma & D.X.Zhang: Sie wurde 2012 aus Hainan erstbeschrieben. - Callicarpa havilandii (King & Gamble) H.J.Lam (Syn.: Callicarpa kinabaluensis var. tonsa Moldenke): Sie kommt auf Borneo vor. - Callicarpa heterotricha Merr.: Sie kommt in Vietnam vor. - Callicarpa hispida (Moldenke) Bramley (Syn.: Callicarpa havilandii var. hispida Moldenke): Sie hat 2009 den Rang einer Art erhalten und kommt nur in Sabah vor. (2009). - Callicarpa hitchcockii Millsp.: Sie kommt auf den Bahamas und Kuba vor. - Callicarpa homoeophylla (Hallier f.) Govaerts (Syn.: Geunsia homoeophylla Hallier f.): Diese Neukombination erfolgte 1999.: Sie kommt auf Borneo sowie auf Sulawesi vor. - Callicarpa hungtaii C.Pei & S.L.Chen: Sie kommt nur in Guangdong vor. - Callicarpa hypoleucophylla T.P.Lin & J.L.Wang: Dieser Endemit kommt nur im südlichen Taiwan vor. - Callicarpa inaequalis Teijsm. & Binn. ex Bakh.: Dieser Endemit kommt nur auf der Insel Java vor. - Callicarpa integerrima Champ. ex Benth.: Es gibt seit 1991 zwei Varietäten: - Callicarpa integerrima var. chinensis (C.Pei) S.L.Chen (Syn.: Callicarpa formosana var. chinensis C.Pei, Callicarpa pedunculata var. chinensis (C.Pei) Metcalf, Callicarpa peii C.H.Chang): Sie kommt im südlichen China vor. - Callicarpa integerrima Champ. ex Benth. var. integerrima: Sie kommt im südöstlichen China vor. - Callicarpa involucrata Merr.: Sie kommt nur auf Borneo vor. - Callicarpa japonica Thunb.: Es gibt zwei Varietäten: - Callicarpa japonica Thunb. var. japonica (Syn.: Callicarpa caudatifolia Koidz., Callicarpa mimurazakii Hassk. nom. nud., Callicarpa murasakii Siebold nom. nud., Callicarpa taquetii H.Lév., Callicarpa longifolia var. subglabrata Schauer, Callicarpa japonica var. erythrocarpa Siebold, Callicarpa japonica var. leucocarpa Siebold, Callicarpa japonica var. taquetii (H.Lév.) Nakai, Callicarpa japonica var. glabra Nakai nom. illeg.): Sie ist von China und Taiwan bis zum gemäßigten Ostasien verbreitet. - Callicarpa japonica var. luxurians Rehder (Syn.: Callicarpa antaoensis Hayata, Callicarpa australis Koidz., Callicarpa kotoensis Hayata, Callicarpa japonica var. kotoensis (Hayata) Masam., Callicarpa japonica subsp. luxurians (Rehder) Masamura & Yanagih.): Sie ist vom südlichen Korea über das zentrale sowie südliche Japan bis zur Insel Taiwan verbreitet. - Callicarpa kerrii Leerat. & A.J.Paton: Sie wurde 2009 aus Thailand erstbeschrieben. - Callicarpa kinabaluensis Bakh. & Heine (Syn.: Callicarpa kinabaluensis Bakh. ex Moldenke nom. illeg., Callicarpa kinabaluensis var. gibotii Moldenke): Dieser Endemit kommt auf Borneo nur in Gunung Kinabalu vor. - Callicarpa kochiana Makino: Es gibt zwei Varietäten: - Callicarpa kochiana Makino var. kochiana (Syn.: Callicarpa longiloba Merr., Callicarpa longituba Merr., Callicarpa loureiroi Hook. & Arn., Callicarpa tomentosa Willd. nom. illeg.): Sie kommt Vietnam, Taiwan, im südöstlichen China und im südlichen-zentralen sowie südlichen Japan vor. - Callicarpa kochiana var. laxiflora (H.T.Chang) W.Z.Fang (Syn.: Callicarpa loureiroi var. laxiflora H.T.Chang): Sie kommt nur in Hainan vor. - Callicarpa kwangtungensis Chun: Es gibt zwei Varietäten. - Callicarpa kwangtungensis var. kwangtungensis: Sie kommt im südlichen China vor. - Callicarpa kwangtungensis var. trichocarpa L.Q.Li: Sie kommt nur in Fujian vor. - Callicarpa laciniata H.J.Lam: Dieser Endemit kommt nur auf Timor vor. - Callicarpa lamii Hosok. (Syn.: Callicarpa glabra H.J.Lam nom. illeg.): Sie kommt nur auf den Marianen vor. - Callicarpa lancifolia Millsp.: Dieser Endemit kommt nur im östlichen Kuba vor. - Callicarpa leonis Moldenke: Dieser Endemit kommt nur im östlichen Kuba vor. - Callicarpa lingii Merr.: Sie kommt im südöstlichen China vor. - Callicarpa loboapiculata Metcalf: Sie kommt im südöstlichen China und in Hainan vor. - Callicarpa longibracteata C.H.Chang: Dieser Endemit kommt nur in Hongkong vor. - Callicarpa longifolia Lam. (Syn.: Callicarpa albida Blume, Callicarpa attenuata Wall. ex Walp., Callicarpa attenuifolia Elmer, Callicarpa blumei Zoll. & Moritzi, Callicarpa qianyiyongii Li Bing Zhang, Callicarpa horsfieldii Turcz., Callicarpa japonica var. rhombifolia H.J.Lam, Callicarpa lanceolaria Roxb. ex Hornem., Callicarpa minutiflora Y.Y.Qian nom. illeg., Callicarpa nigrescens Merr., Callicarpa oblongifolia Hassk., Callicarpa rhynchophylla Miq., Callicarpa roxburghiana Schult. & Schult. f., Callicarpa tenuiflora Li Bing Zhang & Yi F.Duan nom. illeg., Callicarpa longifolia var. lanceolaria (Roxb. ex Hornem.) C.B.Clarke, Callicarpa longifolia var. floccosa Schauer, Callicarpa longifolia var. horsfieldii (Turcz.) Moldenke, Callicarpa longifolia var. glabrescens Ridl., Callicarpa longifolia var. areolata H.J.Lam): Sie ist vom tropischen bis zum subtropischen Asien über Südostasien und Neuguinea bis Queensland weitverbreitet. - Callicarpa longipes Dunn: Es gibt zwei Varietäten: - Callicarpa longipes Dunn var. longipes (Syn.: Callicarpa longipes var. laui Moldenke): Sie kommt im südöstlichen China vor. - Callicarpa longipes var. mixiensis (Z.X.Yua) S.L.Chen (Syn.: Callicarpa mixiensis Z.X.Yua): Sie kommt nur in Jiangxi vor. - Callicarpa longipetiolata Merr. (Syn.: Callicarpa tomentosa var. longipetiolata (Merr.) Bakh., Callicarpa longipetiolata var. glabrescens Moldenke): Dieser Endemit kommt nur auf Luzon vor. - Callicarpa luteopunctata C.H.Chang: Sie kommt in den chinesischen Provinzen Sichuan sowie Yunnan vor. - Callicarpa macrophylla Vahl (Syn.: Callicarpa cana Gamble sensu auct., Callicarpa dunniana H.Lév., Callicarpa incana Roxb., Callicarpa roxburghii Wall. nom. superfl., Callicarpa salviifolia Griff. nom. nud., Callicarpa tomentosa J.Koenig ex Vahl nom. illeg., Callicarpa macrophylla var. griffithii C.B.Clarke, Callicarpa macrophylla var. kouytchensis H.Lév.): Sie ist vom tropischen bis zum subtropischen Asien über die Philippinen und Neuguinea bis Queensland weitverbreitet. - Callicarpa madagascariensis Moldenke: Sie kommt in Madagaskar vor. - Callicarpa magnifolia Merr.: Dieser Endemit kommt auf Luzon nur auf dem Mt. Masingit vor. - Callicarpa maingayi King & Gamble: Sie kommt auf der Thailändischen Halbinsel und in Malaysia vor. - Callicarpa membranacea C.H.Chang (Syn.: Callicarpa japonica var. angustata Rehder): Sie kommt im zentralen und südlichen China vor. - Callicarpa mendumiae Bramley: Sie wurde 2012 aus Sulawesi erstbeschrieben. - Callicarpa micrantha S.Vidal (Syn.: Callicarpa elegans Hayek, Callicarpa phanerophlebia Merr.): Sie kommt auf den Philippinen und auf den zu den Karolinen gehörenden Inseln Palau sowie Yap vor. - Callicarpa moana Borhidi & O.Muñiz: Dieser Endemit kommt nur im östlichen Kuba vor. - Callicarpa moldenkeana A.Rajendran & P.Daniel: Dieser Endemit kommt nur in Assam nur in Meghalaya vor. - Callicarpa mollis Siebold & Zucc. (Syn.: Callicarpa chejuensis Y.H.Chung & H.Kim, Callicarpa farinosa Siebold ex Miq., Callicarpa zollingeriana Schauer, Callicarpa mollis var. ramosissima Nakai): Sie kommt in Südkorea und im zentralen sowie südlichen Japan vor. - Callicarpa nipensis Britton & P.Wilson: Dieser Endemit kommt nur im östlichen Kuba vor. - Callicarpa nishimurae Koidz.: Dieser Endemit kommt nur auf den zwei Ogasawara-Inseln Ani-jima sowie Chichi-jima vor. - Callicarpa nudiflora Hook. & Arn. (Syn.: Callicarpa acuminata Roxb. nom. illeg., Callicarpa acuminata var. angustifolia Metcalf, Callicarpa reevesii Wall. ex Walp., Callicarpa macrophylla var. sinensis C.B.Clarke): Sie ist von Indischen Subkontinent über China und Vietnam bis zur Malaiischen Halbinsel verbreitet. - Callicarpa oblanceolata Urb.: Dieser Endemit kommt nur im östlichen Kuba vor. - Callicarpa oligantha Merr.: Sie kommt nur in Guangdong vor. - Callicarpa oshimensis Hayata: Es gibt drei Varietäten: - Callicarpa oshimensis var. iriomotensis (Masam.) Hatus. (Syn.: Callicarpa iriomotensis Masam.): Dieser Endemit kommt nur in Nansei-shoto vor. - Callicarpa oshimensis var. okinawensis (Nakai) Hatus. (Syn.: Callicarpa okinawensis Nakai): Dieser Endemit kommt nur in Nansei-shoto vor. - Callicarpa oshimensis Hayata var. oshimensis: Dieser Endemit kommt nur in Nansei-shoto vor. - Callicarpa pachyclada Quisumb. & Merr.: Sie kommt auf den Philippinen nur auf Luzon sowie Samar vor. - Callicarpa paloensis Elmer (Syn.: Callicarpa pentandra var. paloensis (Elmer) Bakh.): Sie kommt auf den Philippinen nur auf Luzon sowie Leyte vor. - Callicarpa parvifolia Hook. & Arn.: Sie kommt nur im mexikanischen Bundesstaat Nayarit vor. - Callicarpa pauciflora Chun ex H.T.Chang: Sie kommt in den chinesischen Provinzen Guangdong sowie Jiangxi vor. - Callicarpa pedunculata R.Br. (Syn.: Callicarpa pedunculata var. typica H.J.Lam, Callicarpa aspera Hand.-Mazz., Callicarpa bicolor Fern.-Vill. nom. illeg., Callicarpa blancoi Rolfe, Callicarpa dentata Roth, Callicarpa cuspidata Roxb., Callicarpa formosana Rolfe, Callicarpa ningpoensis Matsuda, Callicarpa taiwaniana Suzuki, Callicarpa obtusifolia Merr., Callicarpa ovata C.B.Rob., Callicarpa tiliifolia Teijsm. & Binn. ex C.B.Clarke, Callicarpa viridis Domin, Callicarpa pedunculata var. longifolia (Suzuki) C.H.Chang, Callicarpa integerrima var. serrulata H.L.Li, Callicarpa brevipes var. glabrescens Moldenke, Callicarpa formosana var. glabrata T.T.Chen, Callicarpa formosana var. longifolia Suzuki): Sie ist vom tropischen bis zum subtropischen Asien über die Philippinen und Neuguinea bis zum östlichen Australien weitverbreitet. - Callicarpa peichieniana H.Ma & W.B.Yu: Sie wurde 2011 aus dem südöstlichen China erstbeschrieben. - Callicarpa pentandra Roxb. (Syn.: Callicarpa acuminatissima Teijsm. & Binn., Callicarpa affinis Elmer, Callicarpa clemensiorum Moldenke, Callicarpa cumingiana Schauer, Callicarpa hexandra Teijsm. & Binn., Callicarpa longivillosa Merr., Callicarpa serrulata (Hallier f.) Govaerts, Callicarpa subternata (Hallier f.) Govaerts, Callicarpa weberi Merr., Callicarpa cumingiana var. dentata (Bakh.) Moldenke, Geunsia hexandra var. macrophylla Moldenke, Callicarpa pentandra var. cumingiana (Schauer) Bakh.): Sie ist vom Isthmus von Kra und Südthailand bis Papuasien verbreitet. - Callicarpa petelotii Dop: Sie kommt in Vietnam vor. - Callicarpa phuluangensis Leerat. & A.J.Paton: Sie wurde 2009 aus Thailand erstbeschrieben. - Callicarpa pilosissima Maxim. (Syn.: Callicarpa pilosissima var. henryi Yamam.): Sie kommt nur in Taiwan vor. - Callicarpa pingshanensis C.Y.Wu ex W.Z.Fang: Sie kommt nur in Sichuan vor. - Callicarpa platyphylla Merr.: Sie kommt auf den Philippinen nur auf Luzon sowie Polillo vor. - Callicarpa plumosa Quisumb. & Merr.: Dieser Endemit kommt nur im nördlichen Teil von Luzon vor. - Callicarpa prolifera C.Y.Wu: Es gibt seit 1991 zwei Varietäten: - Callicarpa prolifera var. prolifera: Sie kommt in den chinesischen Provinzen Yunnan sowie Guangxi vor. - Callicarpa prolifera var. rubroglandulosa S.L.Chen: Dieser Endemit kommt nur im nördlichen Guangxi vor. - Callicarpa pseudorubella C.H.Chang: Sie kommt nur in Guangdong vor. - Callicarpa pseudoverticillata Bramley: Sie wurde 2012 aus Sulawesi erstbeschrieben. - Callicarpa psilocalyx C.B.Clarke: Sie ist von Assam (Meghalaya) bis Indochina verbreitet. - Callicarpa pullei (H.J.Lam) Govaerts: Sie kommt in Neuguinea vor. - Callicarpa quaternifolia (Hallier f.) Govaerts: Sie kommt auf Borneo und Sulawesi vor. - Callicarpa ramiflora Merr. (Syn.: Callicarpa cauliflora Merr.): Sie kommt auf den Philippinen vor. - Callicarpa randaiensis Hayata (Syn.: Callicarpa parvifolia Hayata nom. illeg.): Sie kommt nur in Taiwan vor. - Callicarpa remotiflora T.P.Lin & J.L.Wang: Dieser Endemit kommt nur auf der Halbinsel Hengchun in Taiwan vor. - Callicarpa remotiserrulata Hayata: Dieser Endemit kommt in Taiwan nur auf Halbinsel Hengchun vor. - Callicarpa resinosa C.Wright & Moldenke: Dieser Endemit kommt nur im östlichen Kuba vor. - Callicarpa reticulata Sw.: Dieser Endemit kommt nur auf Jamaika vor. - Callicarpa revoluta Moldenke: Dieser Endemit kommt nur im östlichen Kuba vor. - Callicarpa ridleyi S.Moore: Sie kommt nur auf der Insel Java vor. - Callicarpa roigii Britton (Syn.: Callicarpa melanocarpa C.Wright ex Moldenke): Dieser Endemit kommt nur im westlichen Kuba vor. - Callicarpa rubella Lindl. (Syn.: Callicarpa lasiantha Lem., Callicarpa panduriformis H.Lév., Callicarpa purpurea Lem. nom. illeg., Callicarpa sessilifolia Wall. ex Walp., Callicarpa tenuiflora Champ. ex Benth., Callicarpa rubella var. hemsleyana Diels, Callicarpa rubella var. dielsii (H.Lév.) H.L.Li, Callicarpa rubella var. subglabra (C.Pei) H.T.Chang): Sie ist vom östlichen Himalaya über das südliche China und Indochina bis Malesien weitverbreitet. - Callicarpa rudis S.Moore: Sie kommt nur auf Sumatra vor. - Callicarpa ruptofoliata R.H.Miao: Sie kommt nur in Guangdong vor. - Callicarpa saccata Steenis: Sie kommt auf Borneo vor. - Callicarpa salicifolia C.Pei & W.Z.Fang: Sie kommt im südlichen-zentralen China vor. - Callicarpa scandens (Moldenke) Govaerts: Sie kommt nur im nördlichen Borneo vor. - Callicarpa selleana Urb. & Ekman: Dieser Endemit kommt nur im Massif de la Selle in Haiti vor. - Callicarpa shaferi Britton & P.Wilson: Dieser Endemit kommt nur im westlichen Kuba inklusive der Isla de la Juventud vor. - Callicarpa shikokiana Makino (Syn.: Callicarpa yakusimensis Koidz.): Sie kommt auf den japanischen Inseln südliches Honshu, südliches Shikoku sowie Kyushu. - Callicarpa ×shirasawana Makino = Callicarpa japonica × Callicarpa mollis: Sie kommt im südlichen Korea und auf der japanischen Insel Honshu vor. - Callicarpa simondii Dop: Sie kommt in Vietnam vor. - Callicarpa siongsaiensis Metcalf: Dieser Endemit kommt nur im östlichen Fujian vor. - Callicarpa sordida Urb.: Dieser Endemit kommt nur in der Dominikanischen Republik vor. - Callicarpa stapfii Moldenke: Sie kommt nur in Sabah vor. - Callicarpa subaequalis Bramley: Sie wurde 2009 aus Kalimantan erstbeschrieben. - Callicarpa subalbida Elmer (Syn.: Callicarpa erioclona var. subalbida (Elmer) Bakh.): Sie kommt auf den Philippinen nur auf Luzon sowie Mindoro vor. - Callicarpa subglandulosa Elmer (Syn.: Callicarpa megalantha Merr.): Sie kommt auf den Philippinen nur auf Luzon sowie Negros vor. - Callicarpa subintegra Merr. (Syn.: Callicarpa subintegra var. parva Merr., Callicarpa ramosii (Moldenke) Govaerts): Sie kommt nur auf Luzon vor. - Callicarpa subpubescens Hook. & Arn. (Syn.: Callicarpa boninensis Hayata): Sie kommt nur auf den Ogasawara-Inseln sowie den Inseln von Kazan-rettō vor. - Callicarpa superposita Merr.: Sie kommt nur auf Borneo vor. - Callicarpa surigaensis Merr.: Sie kommt auf den Philippinen nur auf Samar sowie Mindanao vor. - Callicarpa takakumensis Hatus.: Dieser Endemit kommt auf Mt. Takakuma auf der japanischen Insel Kyushu vor. - Callicarpa teneriflora Bramley: Sie wurde 2009 aus Kalimantan erstbeschrieben. - Callicarpa thozetii Munir: Sie kommt nur im australischen Bundesstaat Queensland vor. - Callicarpa tikusikensis Masam. (Syn.: Callicarpa acuminatissima T.S.Liu & C.C.Tseng nom. illeg.): Sie kommt nur im nördlichen Taiwan vor. - Callicarpa tingwuensis C.H.Chang: Sie kommt nur in Guangdong vor. - Callicarpa toaensis Borhidi & O.Muñiz: Sie kommt auf Kuba vor. - Callicarpa tomentosa (L.) L. (Syn.: Callicarpa arborea Miq. ex C.B.Clarke, Cornutia corymbosa Lam. nom. illeg., Callicarpa farinosa Roxb. ex C.B.Clarke, Callicarpa lobata C.B.Clarke, Callicarpa tomex Poir. nom. illeg., Callicarpa villosa Vahl, Callicarpa wallichiana Walp., Callicarpa tomentosa var. lanata (L.) Bakh.): Sie ist von Sri Lanka und Indien über den Himalaya und Indochina bis zur Malaiischen Halbinsel verbreitet. - Callicarpa ×tosaensis Makino = Callicarpa japonica × Callicarpa kochiana: Sie kommt in Japan vor. - Callicarpa vansteenisii Moldenke: Sie kommt auf Sumatra vor. - Callicarpa vestita Wall. ex C.B.Clarke (Syn.: Callicarpa hookeri C.B.Clarke, Callicarpa lanata Gamble): Sie ist vom zentralen und östlichen Himalaya bis Bangladesch verbreitet. - Callicarpa woodii Merr.: Sie kommt auf Borneo vor. - Callicarpa wrightii Britton & P.Wilson: Dieser Endemit kommt nur im östlichen Kuba vor. - Callicarpa yunnanensis W.Z.Fang: Sie kommt im südlichen Yunnan und in Vietnam vor. |